# Museo Helénico del Motor
El Hellenic Motor Museum es un museo del automóvil situado en la ciudad de Atenas, Grecia. Es propiedad de la Fundación Theodore Charagionis y abrió sus puertas en marzo de 2011. El museo está situado en el centro de Atenas, cerca del Museo Arqueológico Nacional, en los tres últimos pisos del centro comercial ateniense Capitol.
La colección del museo consta de 300 piezas, de las que alrededor de 110 se muestran de forma periódica. El museo ofrece muchas otras instalaciones como un simulador de Fórmula 1, programas educativos de seguridad vial o un anfiteatro.

## Fondos

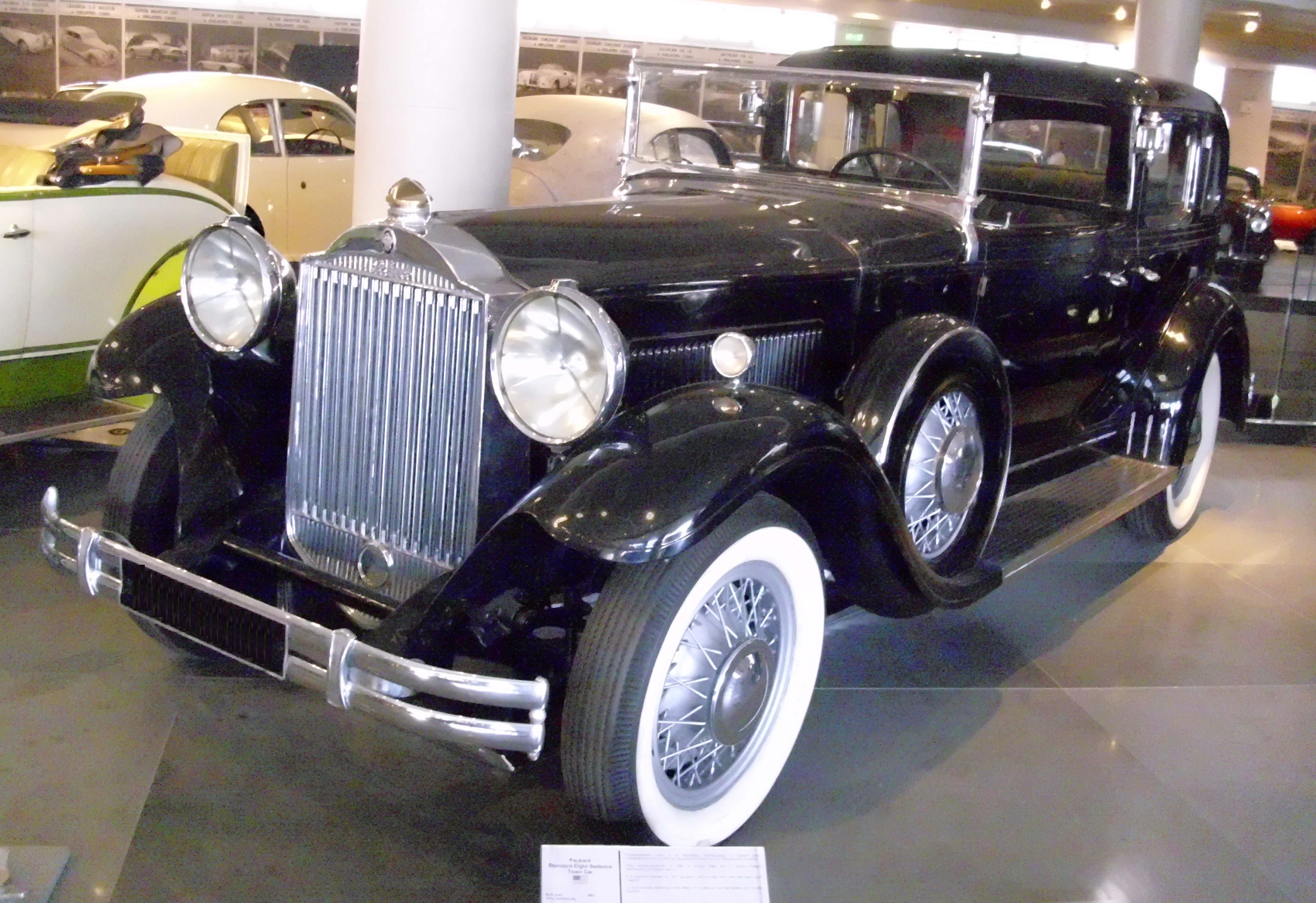
Packard Standard Eight

Sus colecciones están divididas por épocas, e incluyen:
- Coches antiguos
- Coches veteranos (Humber 10 HP, American La France o un Ford Modelo N)
- Coches de época (Voisin, Bugatti Type 44, Chrysler Imperial, Rolls Royce cupé, o un Nash Tourer entre otros)
- Coches post de época (Frazer Nash, BMW Camo 328, Adler Triumph, Rolls Royce Wraith, Bugatti Type 57 Ventoux, Delage D8 15S DHC, o Packard Standard Eight)
- Coches clásicos (Lagonda, Aston Martin, Daimler, Abarth, Ferrari, Facel Vega, Mercedes Benz, Bristol, Bentley...)
- Coches postclásicos (Aston Martin, Ferrari 365 GT4 BB, Iso Rivolta Lele, Jaguar E-Type, Morgan, Maserati Indy,...)

y algunos coches modernos.